# موردا بیتز
شین لی لیندستروم (انگلیسی: Shane Lee Lindstrom؛ زادهٔ ۱۱ فوریهٔ ۱۹۹۴) تهیه‌کننده موسیقی، ترانه‌نویس و دی‌جی اهل کانادا است. وی از سال ۲۰۱۱ میلادی تاکنون مشغول فعالیت بوده‌است. او در طول حرفه خود با هنرمندانی از جمله تراویس اسکات، گوچی مان، سیکس‌ناین، نیکی میناژ، میگوس و آریانا گرانده همکاری داشته‌است.
او در سال ۲۰۱۹ یک تک‌آهنگ به همراه لیل پامپ منتشر کرد.